# Позіхання

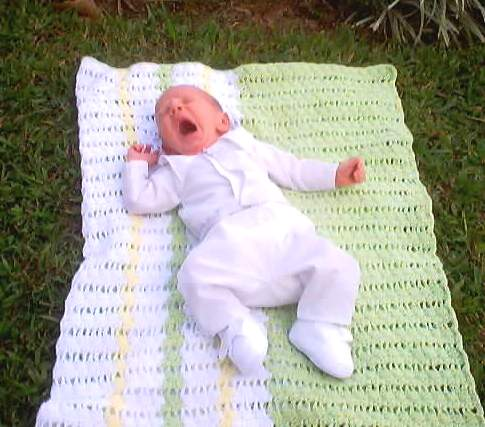
Позіхаючий малюк

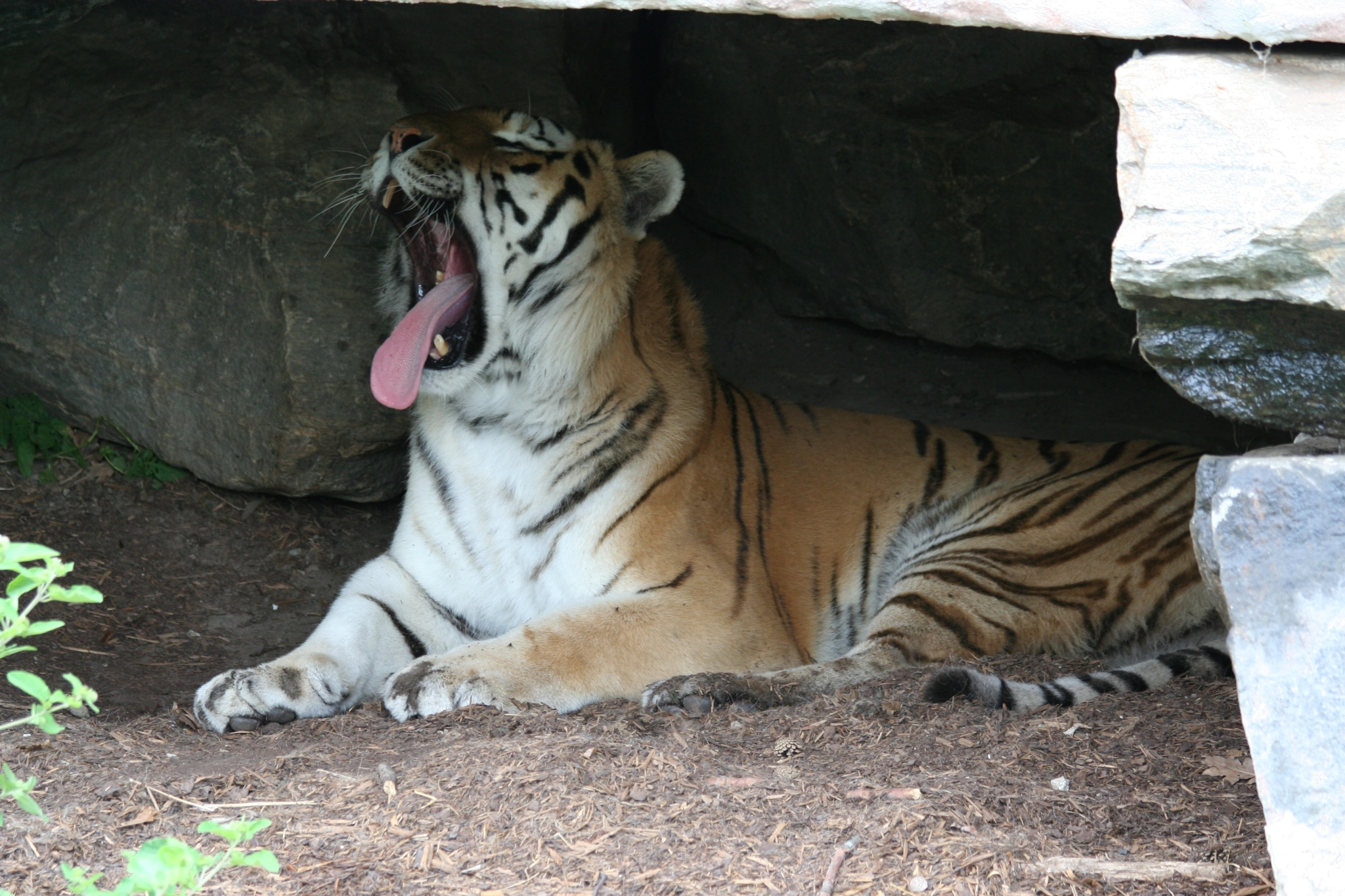
Позіхаючий тигр амурський

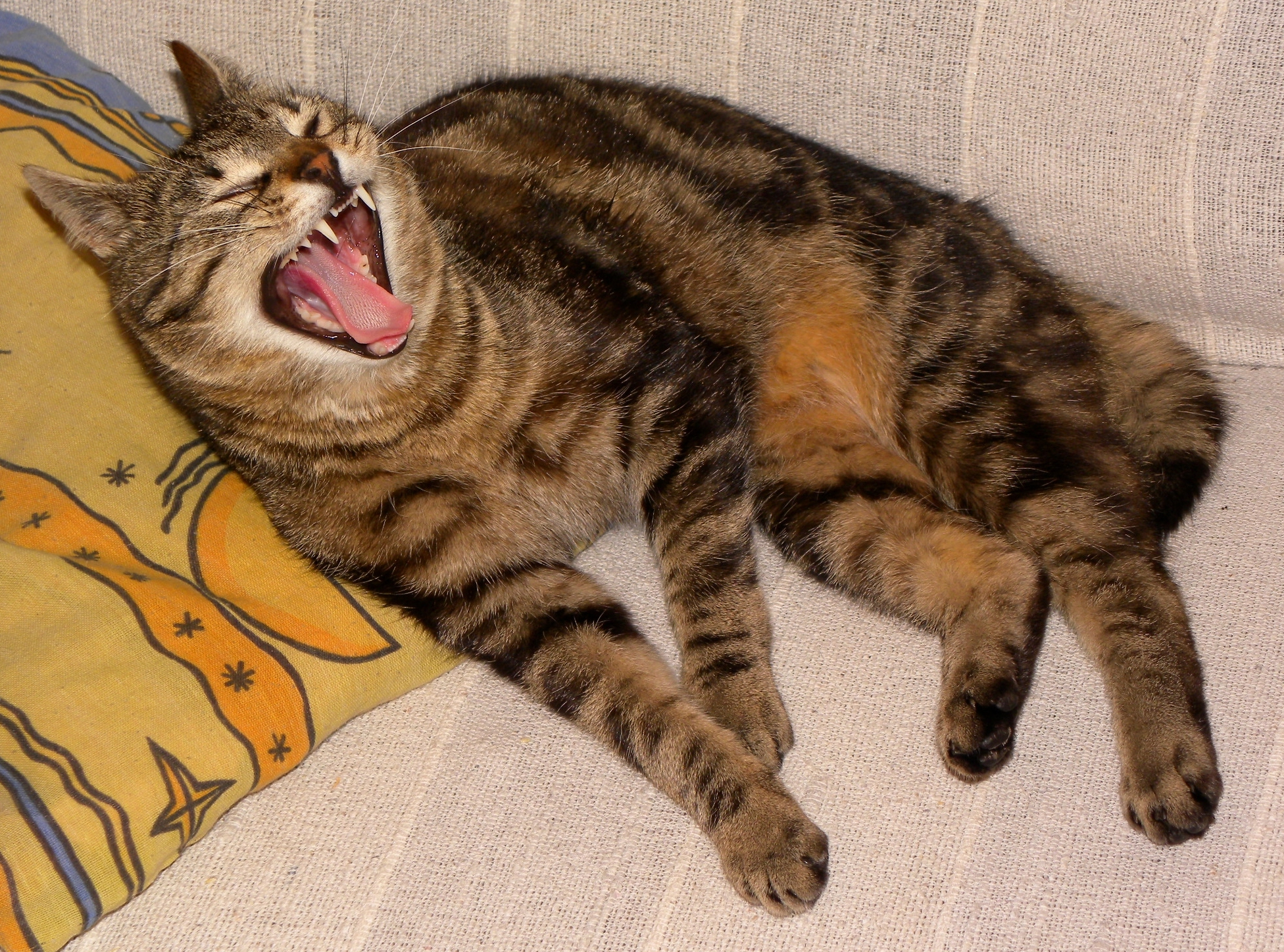
Позіхаючий кіт свійський

Позіха́ння, розм. зіва́ння (лат. oscitatio) — мимовільний дихальний рух, який характеризується глибоким та повільним вдихом й швидким видихом, властивий лише ссавцям і, як правило, супроводжує сонливість, втому або нудьгу.
Позіхання допомагає охолодити мозок, зняти втому та напругу, оновити повітря в легенях.

## Фізіологія позіхання
У стані сонливості, втоми подих стає неглибоким, монотонним. У крові накопичуються вуглекислота й інші продукти обміну, які, впливаючи на дихальні центри, викликають позіхання. Як показали численні дослідження, в стані сонливості, втоми, нудьги в головному мозку процеси гальмування починають переважати над процесами збудження. Внаслідок цього гальмуються й деякі функції організму, у тому числі й подих. Під час глибокого повільного вдиху кров збагачується киснем. А напруга м'язів ротової порожнини, обличчя, шиї, що беруть участь в акті позіхання, сприяє збільшенню швидкості кровотоку в судинах голови. Все це поліпшує кровопостачання клітин мозку, і процеси обміну в них ідуть більш активно. Таким чином, позіхання активізує, щоправда, дуже ненадовго, діяльність головного мозку.

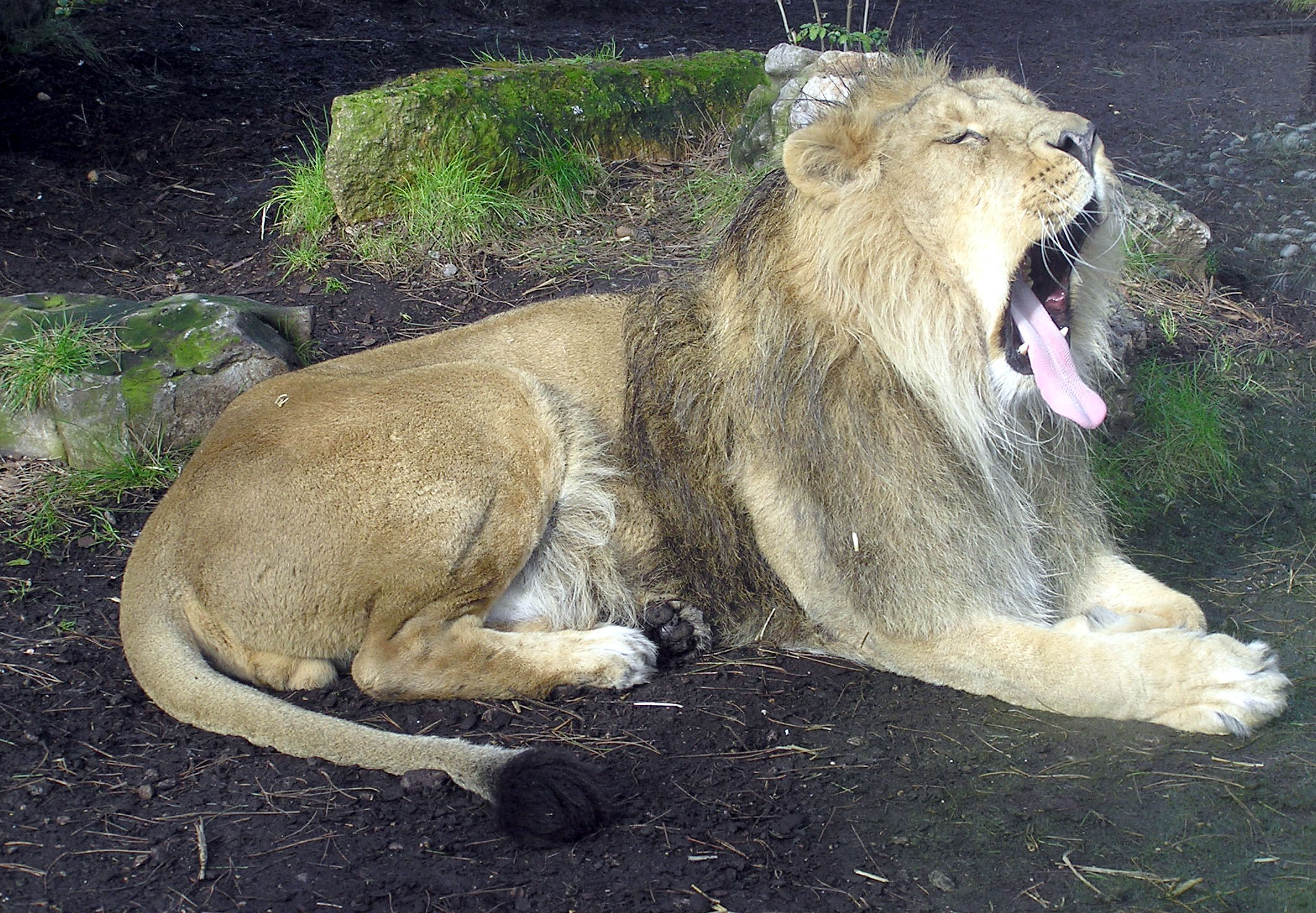
Позіхаючий лев у зоопарку м. Бристоль, Англія

Виявилося, що позіхання далеко не завжди супроводжує сонливість або нудьгу. Фахівці в цій області, багато років працюючи з льотчиками-випробувачами й парашутистами, не раз зауважували, що перед відповідальними вильотами багато з них починали позіхати в ситуації, коли всі системи організму перебувають у стані повної готовності. Це пояснюється тим, що при сильній емоційній напрузі, небезпеці, мимовільно включається найдавніший механізм: людина інстинктивно завмирає, затамувавши подих. Як наслідок, включається інший, ще древніший механізм — позіхання — древня форма подиху, близька до ковтального подиху рептилій, риб. При цьому глибокий вдих насичує кров киснем, вона надходить у мозок, до м'язів, підтримуючи стан готовності до рішучих дій.
Відомо також, що під час позіхання людина гірше чує. Пояснюється це тим, що під дією м'яза, що натягає м'яке піднебіння, розходяться стінки євстахієвої труби, що з'єднує ротову порожнину з порожниною середнього вуха, і в цей момент повітря спрямовується в порожнину середнього вуха.
Позіхання викликає почуття розслаблення, заспокоєності: стає дуже легко, усередині все розслаблюється.
Вважається, що позіхання якоюсь мірою знімає емоційну напругу. От чому льотчики-випробувачі, чекаючи відповідального польоту, мимоволі позіхали. І ми з вами, позіхаючи ввечері після напруженого трудового дня, навряд чи думаємо про те, що за допомогою позіхання організм, можливо, готує себе до сну, стираючи сліди негативних емоцій і створюючи комфортне спокійне тло для засинання.
Поки ще не зібрані наукові докази, що дозволяють розглядати позіхання як своєрідний засіб проти стресу, викликаного негативними емоціями. Але зв'язок між емоціями й позіханням, безсумнівно, існує. У цьому при бажанні можна переконатися. Позіхати не хочеться, якщо настрій бадьорий, гарний, радісний, піднятий. Інша справа, коли людина пригнічена, пригноблена. Ось тут іноді й нападає, як зазвичай говорять люди, «нервове» позіхання. Подальші дослідження покажуть, чи дійсно позіхання — рефлекторне звільнення від непотрібних, несприятливих емоційних слідів.

## Заразливість позіхання
Позіхання легко виникає як наслідувальний рефлекс: варто одному почати позіхати, і всі навколо підхоплюють. Цей рефлекс змушує нас не тільки позіхати, але й посміхатися, якщо поруч хтось сміється.
Ще одним поясненням заразливості позіхання є те, що розслабленість однієї людини можлива лише за умови розслабленості інших присутніх. А це значить, що й інші перебувають у стані, близькому до виникнення позіхання.
Взаємодія в процесі позіхання не обмежується особами одного виду (наприклад, собака, що спостерігає за господарем, часто позіхає після нього, і навпаки).

## Позіхи (дихальні рухи)
Позіхи - мимовільні глибокі дихальні рухи. Мають місце при стані сонливості, втоми, нудьги в головному мозку. Під час глибокого повільного вдиху (позіхання) кров збагачується киснем.

## В українському фольклорі
Дитяча примовлянка:

| Позіх-позіх – вкуси горіх |